# ديفيد كوان
ديفيد كوان (بالإنجليزية: David Cowan)‏ (5 مارس 1982 في المملكة المتحدة - ) هو لاعب كرة قدم بريطاني في مركز الدفاع. لعب مع سانت جونستون ونادي دندي ونادي روس كاونتي ونادي ماذرويل ونادي إيست فيف ونادي كاودينبيث لكرة القدم وGretna F.C. ‏ ونادي ليفينغستون لكرة القدم.

## وصلات خارجية
- ديفيد كوان على موقع قاعدة بيانات كرة القدم.إي يو (الإنجليزية)
- ديفيد كوان على موقع Soccerbase.com (لاعب) (الإنجليزية)